# 菲耶弗蒙勒莱
菲耶弗蒙勒莱（法語：Fieffes-Montrelet）是法国皮卡第大区索姆省的一个市镇，属于亚眠区多马昂蓬蒂约县。该市镇2009年时的人口为327人。

## 人口
菲耶弗蒙勒莱人口变化图示
| 数据来源：INSEE |